# Бое (округ)
Бое — округ у тихоокеанській країні Науру, найменший за площею, але із найбільшою густиною населення.     

## Географія
Розташований у південно-західній частині острова, займає площу 0,5 км² і має населення 851 (2011).

## Відомі уродженці
- Барон Вака - президент Науру у 2013-2019 роках
- Кінза Клодумар - президент Науру у 1997-1998 роках